# 구서여자중학교
구서여자중학교(久瑞女子中學校)는 대한민국 부산광역시 금정구 구서동에 있는 공립 중학교이다.

## 학교 연혁
- 1981년 1월 17일 : 구서여자중학교 설립인가
- 1981년 3월 1일 : 초대 김정규 교장 취임
- 1981년 3월 3일 : 개교 및 81학년도 입학식 (14학급 982명)
- 1982년 12월 24일 : 현 교사 준공
- 2002년 7월 18일 : 교기육성 테니스부 창단
- 2002년 12월 18일 : 급식시설 완공 및 교실 2실 증축, 교사식당 보수 및 테니스부실 설치
- 2007년 6월 7일 : 과학실 현대화 리모델링 완공
- 2008년 9월 25일 : 가정관리실 리모델링 완공 및 모둠학습실 개관
- 2010년 3월 25일 : 교기 테니스부 재창단
- 2013년 2월 28일 : 교과교실 구축(수학교과 4실, 영어교과 4실) 및 도서관 이전 완료
- 2018년 8월 23일 : 다목적 강당 어울림관 및 급식실 개관
- 2021년 2월 28일 : 학교공간혁신사업 '미래교실' 완공, 부산형 블랜디드교실 구축 완료
- 2024년 3월 4일 : 제44회 입학식(166명)
- 2024년 9월 1일 : 제15대 김순남 교장 취임
- 2025년 2월 6일 : 제42회 졸업식(153명. 총 졸업생 19,425명)

## 참고 자료
- 구서여자중학교 - 한국교육학술정보원 학교알리미